# Juan Felipe Robledo
Juan Felipe Robledo. Es un poeta y ensayista colombiano nacido en Medellín en 1968. Se graduó en la Universidad Javeriana de Bogotá, donde más tarde, se desempeñó como profesor de pregrado en Literatura del Siglo de Oro Español. Pertenece a la generación de poetas en transición del siglo XX al XXI que, sin romper sistemáticamente con la tradición, renuevan sin embargo, una visión, un lenguaje, un tono poético abiertos a las exigencias más rigurosas de la modernidad literaria. En tal sentido ha hecho publicaciones y estudios críticos en torno a Francisco de Quevedo, Luis de Góngora, San Juan de la Cruz, el Romancero Español , Rubén Darío como también de poetas vivos y escritores del mundo contemporáneo.

## Obras
- De mañana (2000)
- La música de las horas (2002)
- Luz en lo alto (Antología, 2007)
- Dibujando un mapa en la noche (2009)

## Premios
- Premio Internacional de poesía Jaime Sabines (México, 1999)
- Premio Nacional de poesía Ministerio de Cultura (Bogotá, 2001)

Sus textos han sido difundidos en diferentes periódicos y revistas de Hispanoamérica y de Colombia, así como traducidos parcialmente al inglés, portugués e italiano.